# W78

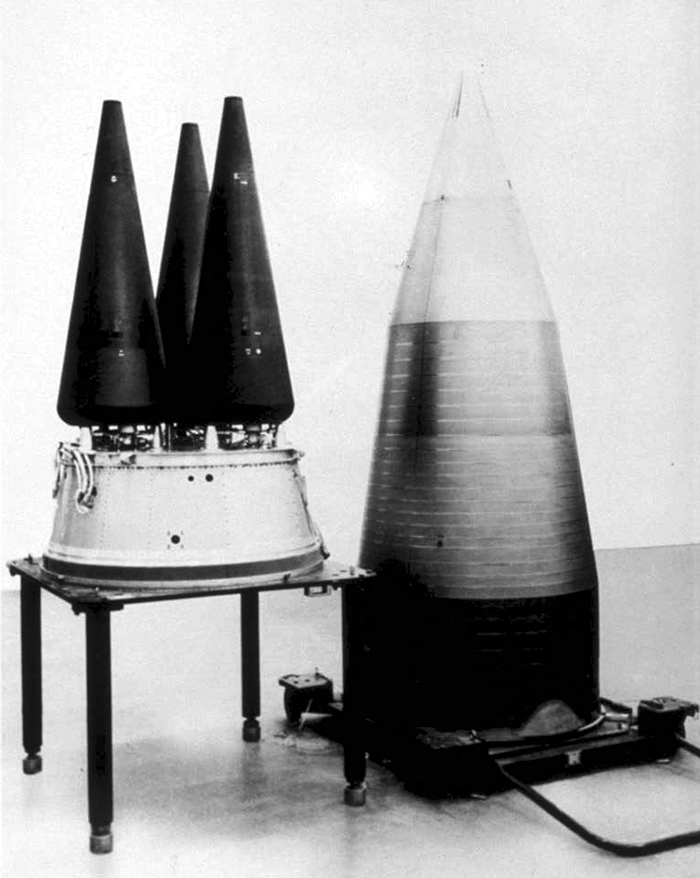
Боєголовки W78 поміщена всередині спускових капсул ракет MK12-A LGM-30G Minuteman III.

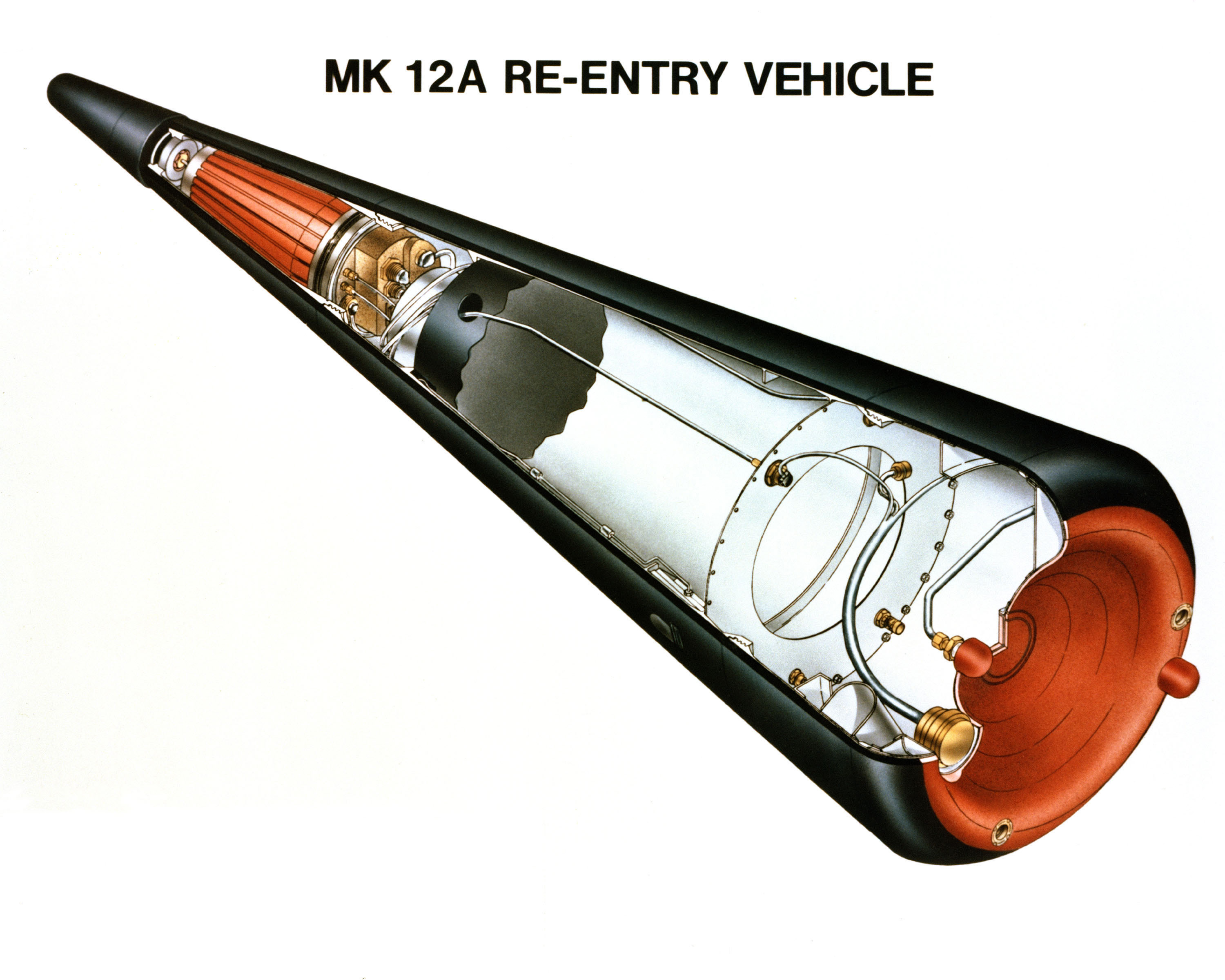
Креслення ракети-носія Mark 12A, яка містить боєголовку W78.

W78 — американська термоядерна боєголовка з орієнтовною потужністю 335—350 кт тротилового еквівалента, розгорнута на міжконтинентальній балістичній ракеті (МБР) LGM-30G Minuteman III і розміщена в спусковій капсулі Mark 12A. Minuteman III спочатку ніс стару боєголовку W62 потужністю 170 кілотонн ТНТ (710 ТДж), але починаючи з грудня 1979 року і закінчуючи лютим 1982 року, деякі W62 були замінені на W78. За публічними оцінками, було виготовлено 1083 боєголовки.

## Історія
Модель W78 була розроблена в Національній лабораторії Лос-Аламоса (LANL) у 1974 році. Вважається, що боєголовка ніколи не була випробувана на повну потужність, а зброя показала «розчаровувальну» потужність незадовго до набуття чинності Договору про заборону випробувань 1976 року, що призвело до переробки зброї, яка не була завершена до підписання договору який вступив в силу. Це призвело до суперечки між LANL і Ліверморською національною лабораторією імені Лоуренса (LLNL), яка оцінила продуктивність зброї нижчу від потужності LANL. Суперечка була вирішена комісією під керівництвом колишнього директора LLNL Джона Фостера, який висловився на користь оцінки потужності LANL
Останню боєголовку W62 не було знято з експлуатації до березня 2010 року. Це залишає боєголовки W78 і W87 єдиними боєголовками, які несе Minuteman III. Завантаження ракети Minuteman III (меншою кількістю боєголовок) було завершено в червні 2014 року, зменшивши боєголовки, які несе кожна ракета, з трьох до однієї.

## Конструкція
Розміри W78 невідомі, але вона поміщається в спускову капсулу Mark 12A, яка має конічну форму. Розміри самої капсули становлять 54 см в діаметрі біля основи і 181 см у довжину, загальна вага боєголовки та боєголовки оцінюється в 320—360 кг.
Є припущення, що зброя поєднує в собі конструкцію вторинного (ядерного) ступеня старішої боєголовки, такої як W50, із більш сучасним основним ступенем.